# Castelmary
Castelmary (occitan Castèlmarin) é uma comuna francesa na região administrativa de Occitânia, no departamento de Aveyron. Estende-se por uma área de 11,81 km². Em 2010 a comuna tinha 118 habitantes (densidade: 10 hab./km²).